# Lycaena rebeli
Lycaena rebeli är en fjärilsart som beskrevs av Tileschkow 1932. Lycaena rebeli ingår i släktet Lycaena och familjen juvelvingar. Inga underarter finns listade i Catalogue of Life.